# Sheppard Air Force Base
Sheppard Air Force Base (IATA: SPS, ICAO: KSPS, FAA LID: SPS) er en United States Air Force flyvestation, beliggende ca. otte kilometer nord for det centrale forretningskvarter i Wichita Falls, i Wichita County, Texas, USA.
80th Flying Training Wing (80 FTW), som er hjemhørende på Sheppard Air Force Base, er en enhed som uddanner jagerpiloter til USAF og NATO. Flyveeleverne uddannes på Cessna T-37 Tweet og Northrop T-38 Talon.